# 西澤信孝
西澤信孝（日语：／ Nishizawa Nobutaka，1940年3月8日—2015年3月4日），日本男性動畫導演、動畫製作人。出身於熊本縣。在東映動畫工作後，成為自由工作者。
代表作有電視動畫版《銀河鐵道999》、《勇者鬥惡龍 達伊的大冒險 (1991年版)》、《灌籃高手》等。

## 來歷
西澤信孝於日本大學藝術學院電影專業期間，曾經在東京放送（TBS）兼職廣播，畢業後進入一家報社，以「2430！」的名義擔任賽馬記者，但不久就離開了公司。1964年，他應徵東映動畫助理導演一職並被錄取。與他同時代的有葛西治和茂野一清。他師從白川大作，並於隔年（1965 年）以《Hustle Punch》（第4話）負責演出首次亮相。1974年，他執導了第一部電影動畫《無敵鐵金剛魔神Z對暗黑大將軍》。
從那時起，他執導了多部東映動畫作品。特別是1986年開始的OVA《湘南爆走族》成為連續14年的長篇系列作品，他表示對這部作品非常滿意。1995年4月製作人籏野義文過世後，他從電視動畫《灌籃高手》第62話開始升任製作人，並從製作部調至策劃部。他也製作了《靈異教師神眉》等作品，他認為這是他最喜歡的電視動畫，以及《遊☆戲☆王》、《守護月天！》。
2000年從東映動畫退休後，擔任自由演出家。

## 參加作品
- Hustle Punch（日语：ハッスルパンチ）（1965年，演出）
- 魔法使莎莉 (1966年版)（1966年—1968年，演出）
- 鬼太郎 (第1作)（1968年—1969年，演出）
- 夠了！阿太郎 (1969年版)（日语：もーれつア太郎）（1969年，演出）
- 無影腳（1970年，演出[3]）
- 魔法人魚真子（1970年—1971年，演出）
- 鬼太郎 (第2期)（1971年—1972年，演出）
- 惡魔人（1972年—1973年，演出）
- 無敵鐵金剛魔神Z（1972年—1974年，演出）
- 無敵鐵金剛魔神Z對暗黑大將軍（日语：マジンガーZ対暗黒大将軍）（1974年，演出）
- 金剛大魔神（1974年—1975年，演出）
- 魔女小惠（1974年—1975年，演出）
- 鋼鐵吉克（1975年—1976年，演出）
- 世界名作童話 白鳥王子（日语：世界名作童話 白鳥の王子）（1977年，演出）
- 惑星機器人 丹加德A（1977年—1978年，演出[4]）
- 超人戰隊巴拉達（1977年—1978年，總導演）
- 神威賽車手（1977年—1978年，總導演）
- 銀河鐵道999（1978年—1981年，總導演）
- 新竹取物語 千年女王（1981年—1982年，總導演）
- 帕塔利洛（日语：パタリロ!）（1982年—1983年，總導演）
- 騎士愛我（日语：愛してナイト）（1983年—1984年，分鏡）
- 帕塔利洛：星塵計劃（日语：パタリロ!#劇場アニメ）（1983年，導演[5]）
- 電腦戰士雷薩里昂（1984年—1985年，分鏡）
- 鬼太郎 (第3作)（1985年—1988年，演出）
- 剛Q超兒一氣人（日语：剛Q超児イッキマン）（1986年，系列導演）
- 湘南爆走族（1986年—1999年，全12話，導演、總導演、監修）
- 魁!! 男塾（1988年，系列導演[6]）
- 哭泣殺神2 風聲鶴唳（1989年，導演）
- 有勇氣的螢火蟲與無法飛的螢火蟲（日语：とべないホタル）（1990年，演出、編劇[7]）
- 勇者鬥惡龍 達伊的大冒險 (1991年版)（1991年—1992年，總導演）
- 勇者鬥惡龍 達伊的大冒險：突破吧!! 新生6大將軍（日语：ドラゴンクエスト ダイの大冒険 ぶちやぶれ!!新生6大将軍）（1992年，導演）
- 灌籃高手（1993年—1996年，系列導演[8]、（後期兼任）製作人）
- 劇場版 灌籃高手（日语：スラムダンク (1994年の映画)）（1994年，導演）
- 靈異教師神眉 (1996年版)（1996年—1997年，製作人）
- （1997年，製作人）
- 酷哥爆走族（日语：荒くれKNIGHT）（1997年—1998年，總導演）
- 遊☆戲☆王（1998年，製作人）
- 守護月天！（1998年—1999年，製作人）
- 勝負師傳說 哲也（2000年—2001年，總導演）
- 上班族金太郎（2001年，分鏡）
- 頑皮小白貂（2001年—2002年，分鏡）
- 野野子（日语：ののちゃん）（2001年—2002年，系列導演、演出）
- 魔法少年賈修（2003年—2006年，演出）
- 甲蟲王者（2005年—2006年，分鏡）
- 鬼太郎 (第5作)（2007年—2009年，演出）
- ONE PIECE（2013年，分鏡）
- 金田一少年之事件簿R（2014年，分鏡）

## 腳註